# Leena Luhtanen
Leena Marjatta Luhtanen (ur. 12 lutego 1941 w Kuopio) – fińska polityk, posłanka do Eduskunty, w latach 2003–2005 minister transportu i łączności, następnie do 2007 minister sprawiedliwości.

## Życiorys
Ukończyła w 1971 nauki polityczne na Uniwersytecie Helsińskim. Zaangażowała się w działalność polityczną w ramach Socjaldemokratycznej Partii Finlandii. Pracowała na różnych stanowiskach w ministerstwie edukacji, a także we frakcji poselskiej socjaldemokratów. Od 1985 wybierana do rady miejskiej w Espoo, pełniła funkcję jej przewodniczącej i wiceprzewodniczącej.
W 1991 po raz pierwszy uzyskała mandat posłanki do Eduskunty. Z powodzeniem ubiegała się o reelekcję w wyborach w 1995, 1999 i 2003, zasiadając w fińskim parlamencie do 2007.
W kwietniu 2003 została ministrem transportu i łączności w rządzie Anneli Jäätteenmäki. Pozostała na tym stanowisku również w utworzonym w czerwcu tegoż roku rządzie Mattiego Vanhanena. We wrześniu 2005 w tym samym gabinecie objęła urząd ministra sprawiedliwości, który sprawowała do kwietnia 2007. W tym samym roku nie utrzymała mandatu deputowanej na kolejną kadencję.